# Meteorites inopinata
Meteorites inopinata är en stekelart som beskrevs av Charles Thomas Brues 1939. Meteorites inopinata ingår i släktet Meteorites och familjen bracksteklar. Inga underarter finns listade i Catalogue of Life.